# آيت عادل
آيت عادل هي قرية أمازيغية جبلية مغربية وسط المملكة. آيت عادل لإقليم الحوز. تضم هذه القرية 6.967 نسمة (إحصاء 2004).